# Daisy (album)
Daisy è il quarto album discografico in studio del gruppo musicale alternative rock statunitense Brand New, pubblicato nel 2009.

## Tracce
1. Vices – 3:24
2. Bed – 3:10
3. At the Bottom – 4:04
4. Gasoline – 3:32
5. You Stole – 6:00
6. Be Gone – 1:31
7. Sink – 3:20
8. Bought a Bride – 3:07
9. Daisy – 3:06
10. In a Jar – 3:06
11. Noro – 6:27

## Gruppo
- Jesse Lacey - voce, chitarra
- Vinnie Accardi - chitarra, cori
- Garrett Tierney - basso
- Brian Lane - batteria, percussioni
- Derrek Sherman - tastiere, chitarra, cori

## Classifiche
- Billboard 200 - #6[1]